# Clive Platt
Pour les articles homonymes, voir Platt.
Clive Linton Platt (né le 27 octobre 1977 à Wolverhampton au Royaume-Uni) est un footballeur anglais jouant au poste d'attaquant.

## Biographie
Le 29 juillet 2010, Clive Platt signe un contrat d'un an à Coventry City, club entraîné par Aidy Boothroyd. Au cours de cette saison, il joue 37 matchs pour son nouveau club et se rend très utile, notamment en tant que remplaçant. Lorsque, en mars 2011, Norwich City, qui lutte pour la promotion en Premier League, fait une approche pour le prendre en prêt, Coventry refuse de le laisser partir, malgré le départ de Boothroyd dix jours plus tôt.